# Blåsvart brunbagge
Blåsvart brunbagge (Melandrya caraboides) är en skalbaggsart som först beskrevs av Carl von Linné 1761.  Blåsvart brunbagge ingår i släktet Melandrya, och familjen brunbaggar. Enligt den svenska rödlistan är arten starkt hotad i Sverige. Arten förekommer i Götaland. Artens livsmiljö är skogslandskap, jordbrukslandskap.